# Jeremiah Clarke
Pour les articles homonymes, voir Clarke.
Jeremiah Clarke (1674 - 1er décembre 1707) est un compositeur anglais dont l'œuvre la plus connue aujourd'hui, la Marche du prince de Danemark, parfois aussi appelée Trumpet Voluntary, a été longtemps attribuée à Henry Purcell. Œuvre du répertoire baroque, comme son nom l'indique, elle met en valeur la partie de trompette.
Né à Londres à une date encore incertaine, Clarke est l'élève de John Blow à la maîtrise de la cathédrale Saint-Paul et devient plus tard organiste de la Chapelle Royale d'Angleterre.
Il se suicide à la suite d'un chagrin d'amour,.

## Œuvres
Jeremiah Clarke laisse 60 œuvres.
- The Harpsichord Master, pièces pour clavecin, Londres, 1702
- Musique d'orgue
- Messes, psaumes et autres pièces religieuses.